# Chironomus decumbens
Chironomus decumbens är en tvåvingeart som beskrevs av Malloch 1934. Chironomus decumbens ingår i släktet Chironomus och familjen fjädermyggor. Inga underarter finns listade i Catalogue of Life.